# François Dunkler jr.
François Dunkler jr. (Namen, 24 februari 1816 – Den Haag, 16 september 1878) was een Nederlands componist, dirigent en klarinettist. Hij is de zoon van de Nederlandse componist, militaire kapelmeester, fagottist en trombonist François Dunkler sr. en vader van de cellist Emile Dunkler (1838-1871) en de componist Frans Dunkler (III) (1840-1866).

## Levensloop
Dunkler jr. kreeg de eerste muzieklessen van zijn vader, de 1e kapelmeester van het Stafmuziekkorps van het Garderegiment Grenadiers en Jagers de latere Koninklijke Militaire Kapel. In 1827 werd hij lid van het muziekkorps van de 11e afdeling Infanterie. In 1829 werd hij naar het Muziekkorps van het Garderegiment Grenadiers en Jagers in Den Haag verzet. Zijn vader had toen de opdracht een nieuw Garde muziekkorps op te richten namelijk het Stafmuziekkorps van het Garderegiment Grenadiers en Jagers. François jr. was een virtuoos klarinettist.
Zijn vader ging op 11 april 1849 met pensioen en op 12 april 1849 werd François Dunkler jr. tot chef-dirigent van het Stafmuziekkorps van het Garderegiment Grenadiers en Jagers benoemd. De ontwikkeling van het orkest en de literatuur werd door Dunkler jr. enorm gestimuleerd. Hij componeerde en arrangeerde zeer veel, ook ten behoeve van de niet-militaire blaasorkesten. Het orkest verzorgde periodiek concerten in de hoofdsteden van de provincies. In 1867 werd het uitgenodigd tot deelneming aan het beroemde eerste concours voor militaire orkesten in Parijs. Naast de militaire bevorderingen tot kapitein in 1871 en Inspecteur der muziekkorpsen in 1876 was voor Dunkler jr. de grootste onderscheiding echter wel de verlening van het predicaat "Koninklijke" aan het muziekkorps der Grenadiers en Jagers op 3 augustus 1876 en de daaraan verbonden naamsverandering in Koninklijke Militaire Kapel.
In de wijk Duinoord van Den Haag bestaat er een Dunklerstraat, die naar François Dunkler jr. vernoemd is. Ook in Nijmegen-Oost is een Dunklerstraat. 
Zijn zoon, de cellist Emile Dunkler, heeft zich in het buitenland met roem bekendgemaakt. 

## Composities

### Werken voor harmonieorkest
- 1846 Wedren-galop - herinnering aan Scheveningen
- 1847 "'s Gravenhaagsche Spoorweggalop"
- 1849 Groote Nationale Marsch - ter ere van de inhuldiging van Willem III
- 1849 Marche Funebre voor Willem II
- 1858 Hulde aan ZKH Prins van Oranje
- 1863 Oranje en Vaderland - Defileermarsch ter ere van 50 jaar onafhankelijkheid van Nederland
- 1874 Salut a Amsterdam Marche entree de sa majesté Guillaume III
- Herinnering aan de Citadel van Antwerpen
- Le Rêve